# Strong Tenor of Mr. Quebec 1943/1946
Strong Tenor of Mr. Quebec 1943/1946 è un album raccolta di Ike Quebec pubblicato dalla EPM Records nel 2000.

## Tracce
1. Blue Harlem – 4:36 (Tiny Grimes, Ike Quebec) – Registrato il 18 luglio 1944 al "WOR Studios", New York
2. She's Funny That Way – 4:27 (Neil Moret, Richard A. Whiting) – Registrato il 18 luglio 1944 al "WOR Studios", New York
3. If I Had You – 3:25 (Jimmy Campbell, Reginald Connelly, Ted Shapiro) – Registrato il 25 settembre 1944 al "WOR Studios", New York
4. Mad About You – 4:15 (Joe Bishop, Roger "Ram" Ramirez) – Registrato il 25 settembre 1944 al "WOR Studios", New York
5. Facin' the Face – 3:53 (Ike Quebec) – Registrato il 25 settembre 1944 al "WOR Studios", New York
6. Blue Turning Grey over You – 3:59 (Andy Razaf, Fats Waller) – Registrato il 10 aprile 1945 al "WOR Studios", New York
7. I Found a New Baby – 3:54 (Jack Palmer, Spencer Williams) – Registrato il 17 luglio 1945 al "WOR Studios", New York
8. I Surrender, Dear – 4:28 (Harry Barris, Gordon Clifford) – Registrato il 17 luglio 1945 al "WOR Studios", New York
9. Girl of My Dreams – 3:16 (Sunny Clapp) – Registrato il 7 agosto, 1945 a New York
10. Jim Dawgs – 2:50 (Ike Quebec) – Registrato il 7 agosto, 1945 a New York
11. I.Q. Blues – 2:57 (Ike Quebec, Freddie Roach) – Registrato il 7 agosto, 1945 a New York
12. The Masquerade Is Over – 2:56 (Herbert Magidson, Allie Wrubel) – Registrato il 23 settembre 1946 al "WOR Studios", NYC
13. Jump Through the Window – 2:41 (Roy Eldridge) – Registrato il 16 novembre 1943 a Chicago (Illinois)
14. Big Joe – 3:02 (J.C. Higginbotham, Sam Price) – Registrato il 1º marzo 1943 a New York
15. Blooey – 3:04 (Hot Lips Page) – Registrato il 12 settembre 1944 a New York
16. Cruisin' with Cab – 3:42 (Cab Calloway) – Registrato nel Settembre 1944 a New York
17. Lamar's Boogie – 3:29 (Buster Harding, L. Wright) – Registrato nel Luglio 1946 a New York
18. Good 'N Groovy – 3:05 (Ike Quebec) – Registrato il 2 maggio 1945 a New York
19. I Can't Give You Anything but Love – 2:41 (Dorothy Fields, Jimmy McHugh) – Registrato il 4 settembre 1946 a New York
20. That's the Lick – 3:05 (Jonah Jones) – Registrato il 4 settembre 1946 a New York

## Formazione
Ike Quebec Quintet
Brani 01 & 02
- Ike Quebec - sassofono tenore
- Roger "Ram" Ramirez - pianoforte
- Tiny Grimes - chitarra
- Milt Hinton - contrabbasso
- J.C. Heard - batteria

Ike Quebec Swingtet
Brani 03, 04 & 05
- Ike Quebec - sassofono tenore
- Jonah Jones - tromba
- Tyree Glenn - trombone
- Roger "Ram" Ramirez - pianoforte
- Tiny Grimes - chitarra
- Oscar Pettiford - contrabbasso
- J.C. Heard - batteria

Ike Quebec Quintet
Brano 06
- Ike Quebec - sassofono tenore
- Dave Rivera - pianoforte
- Napoleon "Snags" Allen - chitarra
- Milt Hinton - contrabbasso
- J.C. Heard - batteria

Ike Quebec Swing Seven
Brani 07 & 08
- Ike Quebec - sassofono tenore
- Buck Clayton - tromba
- Keg Johnson - trombone
- Ram Ramirez - pianoforte
- Tiny Grimes - chitarra
- Grachan Moncur - contrabbasso
- J.C. Heard - batteria

Ike Quebec All Stars
Brani 09, 10 & 11
- Ike Quebec - sassofono tenore
- Johnny Guarnieri - pianoforte
- Bill De Arango - chitarra
- Milt Hinton - contrabbasso
- J.C. Heard - batteria

Ike Quebec Swing Seven
Brano 12
- Ike Quebec - sassofono tenore
- Shad Collins - tromba
- Keg Johnson - trombone
- Ram Ramirez - pianoforte
- John Collins - chitarra
- Milt Hinton - contrabbasso
- J.C. Heard - batteria

Roy Eldridge & His Orchestra
Brano 13
- Roy Eldridge - tromba
- Ike Quebec - sassofono tenore
- Roselle Gayle - pianoforte
- Andrew Gardner - sassofono alto
- Tom Archia - sassofono tenore
- Joe Eldridge - sassofono alto
- Ted Sturgis - contrabbasso
- Harold "Doc" West - batteria

Sammy price & His Texas Blusicians
Brano 14
- Sammy Price - pianoforte
- Ike Quebec - sassofono tenore
- Joe Eldridge - sassofono alto
- Bill Coleman - tromba
- Oscar Pettiford - contrabbasso
- Harold "Doc" West - batteria

Hot Lips Page Band
Brano 15
- Hot Lips Page - tromba
- Ike Quebec - sassofono tenore
- Jesse Brown - tromba
- Joe Keyes - tromba
- Earl Bostic - sassofono alto
- Floyd Williams - sassofono alto
- Don Byas - sassofono tenore
- Clyde Hart - pianoforte
- Tiny Grimes - chitarra
- Vic Dickenson - trombone
- Benny Morton - trombone
- Al Lucas - contrabbasso
- Jack Parker - batteria

Brano 16
- Ike Quebec - sassofono tenore
- Cab Calloway - voce
- Jonah Jones - tromba
- Russell Smith - tromba
- Paul Webster - tromba
- Shad Collins - tromba
- Tyree Glenn - trombone
- Keg Johnson - trombone
- Fred Robinson - trombone
- Quentin Jackson - trombone
- Al Gibson - sassofono tenore
- Hilton Jefferson - sassofono alto
- Andy Brown - sassofono alto
- Greely Walton - sassofono baritono
- Dave Rivera - pianoforte
- Danny Barker - chitarra
- Milt Hinton - contrabbasso
- J.C. Heard - batteria

Brano 17
- Ike Quebec - sassofono tenore
- Cab Calloway - voce
- Jonah Jones - tromba
- Russell Smith - tromba
- Paul Webster - tromba
- Roger Jones - tromba
- Shad Collins - tromba
- Tyree Glenn - trombone
- Keg Johnson - trombone
- Earl Hardy - trombone
- Quentin Jackson - trombone
- Al Gibson - sassofono tenore
- Hilton Jefferson - sassofono alto
- Bob Dorsey - sassofono alto
- Rudy Powell - sassofono alto, sassofono baritono, clarinetto
- Dave Rivera - pianoforte
- John Smith - chitarra
- Milt Hinton - contrabbasso
- J.C. Heard - batteria

Trummy Young And His Lucky Seven
Brano 18
- Trummy Young - trombone
- Ike Quebec - sassofono tenore
- Buck Clayton - tromba
- Kenny Kersey - pianoforte
- Mike Bryan - chitarra
- Slam Stewart - contrabbasso
- James Crawford - batteria

Jonah Jones & His Cats
Brani 19 & 20
- Jonah Jones - tromba
- Ike Quebec - sassofono tenore
- Rudy Powell - sassofono alto
- Tyree Glenn - trombone
- Dave Rivera - pianoforte
- Milt Hinton - contrabbasso
- Kansas Fields - batteria